# Association française de sociologie
Pour les articles homonymes, voir AFS.
L'Association française de sociologie (AFS) est une société savante associative fondée en 2002.

## Présentation
L'AFS se propose de favoriser le développement de la sociologie dans tous les domaines, théoriques et pratiques, en multipliant les rapports entre sociologues et les contacts avec d'autres disciplines.
En décembre 2002, l'AFS (lors d'une assemblée générale réunissant à Paris quelque 250 sociologues) a pris la suite de la Société française de sociologie (SFS) créée en 1962. La SFS avait elle-même succédé à l'Institut français de sociologie créé en 1924.
La SFS connaît une hausse des adhésions jusqu’à la fin des années 1980, avant de décliner progressivement. La SFS disparaît en 2002, en partie à cause du manque de soutien financier du CNRS. Claude Dubar, son dernier président, transforme les Journées annuelles de la SFS en une rencontre inter-associations, qui aboutit à la création de l'Association française de sociologie (AFS). 
La création de l’Association française de sociologie (AFS) en 2002 résulte d’un contexte particulier lié à l'évolution de la sociologie en France et à la nécessité d'adopter une structure plus moderne et adaptée aux besoins des sociologues contemporains. Ce passage de la SFS à l'AFS marque une nouvelle étape dans l'institutionnalisation de la sociologie française.
À l’initiative de la SFS, une réunion rassemble les principales associations sociologiques françaises (ASES, AISLF, CNU) pour discuter de l’avenir de la SFS et, plus largement, du rôle des associations. Il est acté que la SFS doit être dissoute au profit d'une nouvelle association nationale.
Parmi les décisions prises, trois principes fondateurs sont posés :
1. Ouverture à tous les courants sociologiques.
2. Inclusion des doctorants pour leur socialisation professionnelle[pas clair].
3. Autonomie financière via les cotisations et les congrès[9].

Les statuts de l’AFS en font une société ouverte à tous les sociologues travaillant en France, quel que soit leur statut professionnel.

## Socio-logos
Socio-logos, la revue de l'Association Française de Sociologie est publiée depuis 2006. Après avoir été une revue généraliste, elle est devenue en 2018 une revue sur la sociologie. Elle traite des sujets comme l’histoire de la sociologie, l’enseignement de la sociologie, la formation en sociologie ou l'éthique professionnelle.

## Groupes de travail
L'AFS a mis en place plusieurs groupes de travail, notamment sur : 
- L’Éthique et la Lutte contre les Violences sexistes et sexuelles[12]
- La sociologie dans les Outre-Mer[10]
- La formation à la recherche
- L'Observatoire de l'emploi en sociologie avec l'Association des sociologues enseignants du supérieur
- L'Observatoire des Atteintes à la Liberté Académique avec l'Association française de science politique
- L’Écologie
- Les archives de l'AFS.

## Congrès de l'AFS
Cette section ne s'appuie pas, ou pas assez, sur des sources secondaires ou tertiaires indépendantes du sujet. Le texte peut contenir des analyses inexactes ou inédites de sources primaires.
Pour l'améliorer, ajoutez-en, ou placez des modèles {{Source secondaire souhaitée}} ou {{Source secondaire nécessaire}} sur les passages mal sourcés. (janvier 2025)
L'AFS a organisé en février 2004, à l'université de Paris 13, son premier congrès, qui a regroupé plus de mille participants
- Université Toulouse Jean Jaurès, 2025, "Environnements(s) & inégalités" 1730 participants et participantes
- Université de Lyon, 2023, "Intersections, circulations" 1650 participants et participantes
- Université de Lille, 2021, "Changer ?" plus de 1400 participants et participantes.
- Université d'Aix-en-Provence, 2019, "Classer, déclasser, reclasser".
- Université d'Amiens, 2017, "Sociologie des pouvoirs, pouvoirs de la sociologie".
- Université Versailles Saint-Quentin, 2015, "La sociologie, une science contre nature ?".
- Université de Nantes, 2013, " Les dominations".
- Université de Grenoble, 2011, "Création et innovation"[14]
- Université Paris 7, 2009, "Violence et Société".
- Université de Bordeaux, 2006, "Dire le monde social, les sociologues face aux discours politiques, économiques et médiatiques"[15] 1 190 participants[16],[17]
- Université Villetaneuse, 2004, "Les transformations de la société française contemporaine" 1 067 participants[16] en 2004.

## Présidents
| Portrait                                                                 | Identité                               | Période | Période | Durée |
| Portrait                                                                 | Identité                               | Début   | Fin     | Durée |
| ------------------------------------------------------------------------ | -------------------------------------- | ------- | ------- | ----- |
| Pas de portrait sous licence libre disponible pour Daniel Bertaux.       | Daniel Bertaux (né en 1939)            | 2002    | 2006    | 4 ans |
| Pas de portrait sous licence libre disponible pour Dan Ferrand-Bechmann. | Dan Ferrand-Bechmann (d) (née en 1947) | 2006    | 2009    | 3 ans |
| Pas de portrait sous licence libre disponible pour Philippe Cibois.      | Philippe Cibois (d) (né en 1941)       | 2009    | 2011    | 2 ans |
| Pas de portrait sous licence libre disponible pour Didier Demazière.     | Didier Demazière (né au XXe siècle)    | 2011    | 2015    | 4 ans |
| Pas de portrait sous licence libre disponible pour Frédéric Lebaron.     | Frédéric Lebaron (d) (né en 1969)      | 2015    | 2017    | 2 ans |
| Pas de portrait sous licence libre disponible pour Muriel Darmon.        | Muriel Darmon (née en 1973)            | 2017    | 2021    | 4 ans |
| Pas de portrait sous licence libre disponible pour Cédric Lomba.         | Cédric Lomba (d)                       | 2021    |         |       |
| Pas de portrait sous licence libre disponible pour Sophie Bernard.       | Sophie Bernard (d) (née en 1977)       | 2023    |         |       |